# Dromaius
Dromaius és un gènere d'ocells no voladors habitant d'Austràlia. Només té una espècie viva, Dromaius novaehollandiae, coneguda com a emú comú.

## Taxonomia

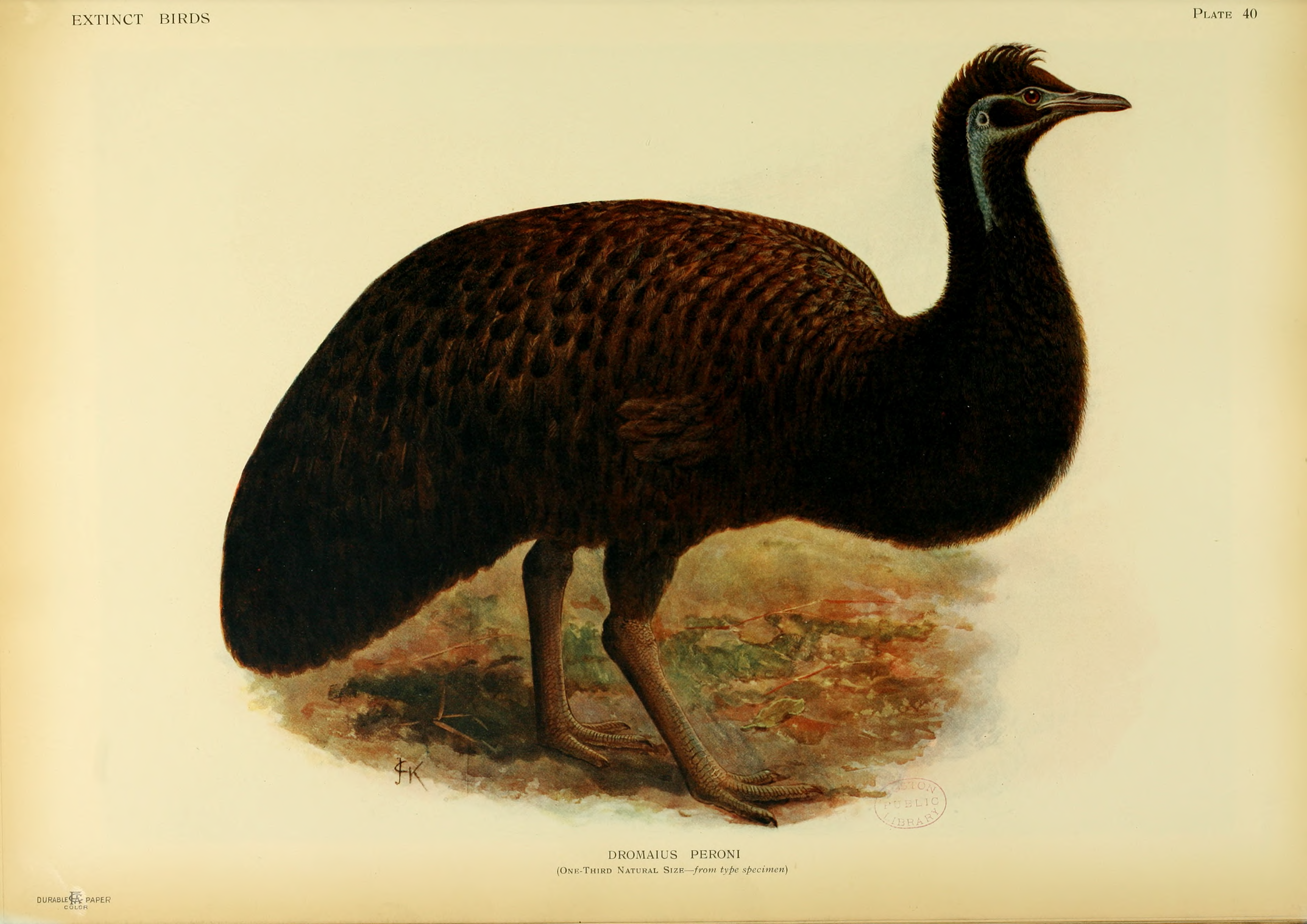
Emú de l'illa dels Cangurs

Dins la controvèrsia que hi ha en la classificació de les ratites, Dromaius es pot considerar, segons autors, o com l'únic gènere de la família dels dromaids (Dromaiidae) o bé, amb els casuaris, formant part de la família dels casuàrids (Casuariidae).

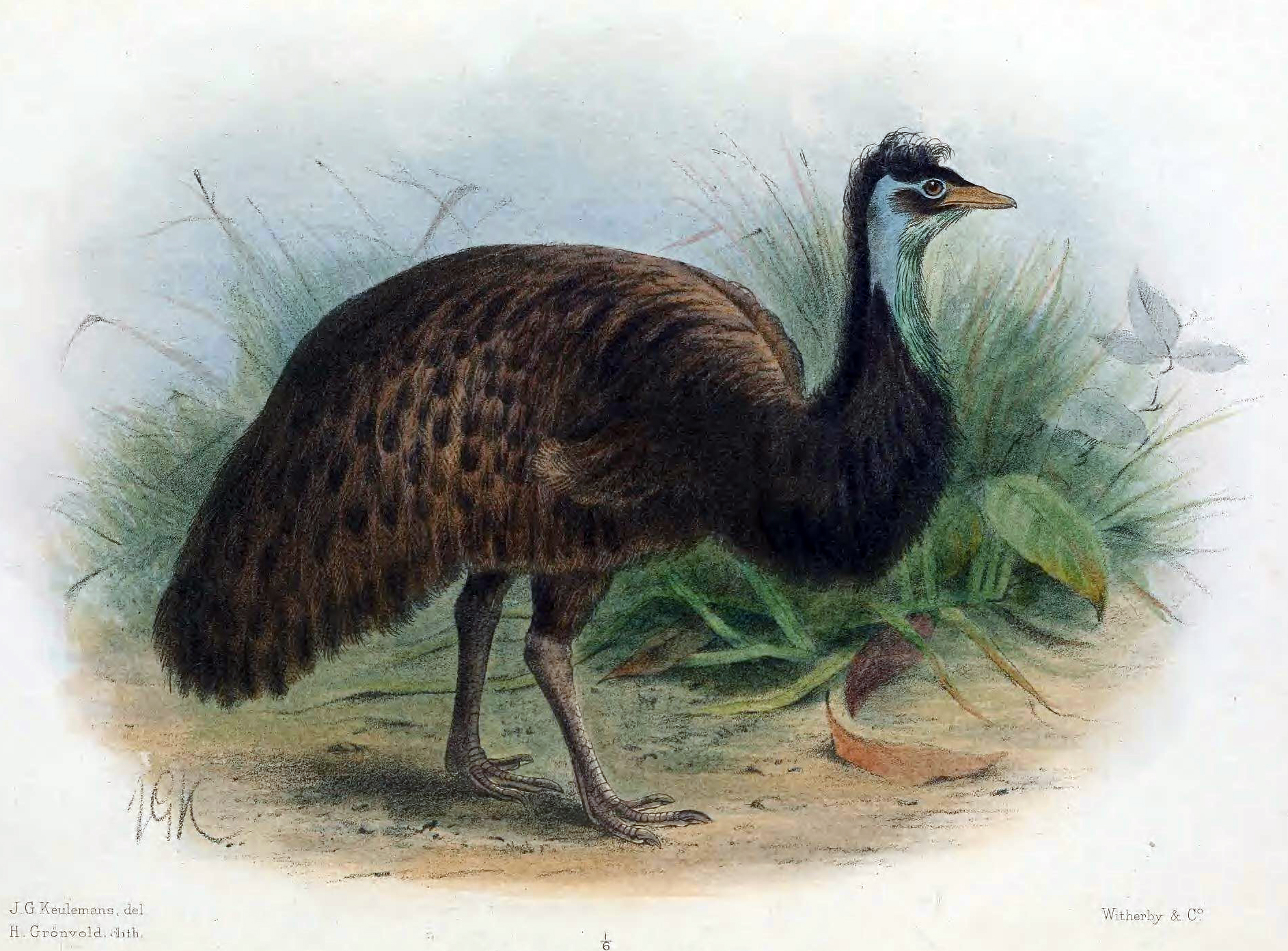
Emú de l'illa de King

Tres espècies han existit en època històrica:
- Emú (Dromaius novaehollandiae), és un ocell encara comú en gran part d'Austràlia continental, amb una població que pot fluctuar al voltant dels 500.000 exemplars augmentant o minvant el nombre en funció de les pluges. Es reconeixen quatre subespècies, una d'elles extinta:
  - Dromaius novaehollandiae novaehollandiae, del sud-est d'Austràlia.
  - Dromaius novaehollandiae woodwardi, d'Austràlia septentrional.
  - Dromaius novaehollandiae rothschildi, del sud-oest d'Austràlia.
  - Dromaius novaehollandiae diemenensis, l'Emú de Tasmània, extint cap a 1850.
- Emú de l'illa dels Cangurs (Dromaius baudinianus), extint cap a 1827.
- Emú de l'illa de King (Dromaius ater), extint cap a 1805. Alguns exemplars van ser enviats a Europa on l'últim va morir en París en 1822.